# Jürgen Werner
Jürgen Werner (Hamburgo, 15 de agosto de 1935 - 28 de abril de 2002) foi um futebolista alemão que atuava como defensor.

## Carreira
Jürgen Werner fez parte do elenco da Seleção Alemã na Copa do Mundo de 1962. 